# Peter Joseph Jugis

Bischofswappen von Peter Joseph Jugis

Peter Joseph Jugis (* 3. März 1957 in Charlotte, North Carolina) ist ein US-amerikanischer römisch-katholischer Geistlicher und emeritierter Bischof von Charlotte.

## Leben
Peter Joseph Jugis empfing am 12. Juni 1983 durch Papst Johannes Paul II. im Petersdom das Sakrament der Priesterweihe für das Bistum Charlotte.
Am 1. August 2003 ernannte ihn Papst Johannes Paul II. zum Bischof von Charlotte. Der Erzbischof von Atlanta, John Francis Donoghue, spendete ihm am 24. Oktober desselben Jahres in der St.-Matthew-Kirche in Charlotte die Bischofsweihe; Mitkonsekratoren waren der Bischof von Raleigh, Francis Joseph Gossman, und sein Amtsvorgänger William G. Curlin.
Papst Franziskus nahm am 9. April 2024 seinen vorzeitigen Rücktritt an. Die Bischofskonferenz der Vereinigten Staaten gab gesundheitliche Gründe für den Amtsverzicht mit 67 Jahren an.